# جديدة القيطع
جديدة القيطع هي قرية لبنانية من قرى قضاء عكار في محافظة الشمال. تقع في سلسلة جبال عكار، يحدها من الغرب نهر البارد ومن الشرق عيون الغزلان ومن الجنوب عيون السمك . يبلغ عدد سكانها حوالي 6000 آلاف نسمة .
* الزراعة

تشتهر بلدة جديدة القيطع بالزراعة ومن أهم إنتاجاتها : الزيتون، التين، اللوز , العنب .
كما تشتهر بزراعة الحمضيات على ضفاف نهر البارد من الليمون والحامض، المشمش , الخوخ والدراق ....
* الصناعة والشركات
- بالإضافة إلى المصانع الحرفية (الجيبس، المفروشات , الابواب....) تحتوي البلدة على عدة شركات ومصانع ومن أهمها شركة كهرباة البارد (معمل البارد) لتوليد الطاقة الكهربائية، شركة الماهر للغاز ومواد البناء، كما يوجد عدة معاصر للزيتون ومنها معصرة (السيد، العبد وجمال).